# 그로테디카스트로
그로테디카스트로(이탈리아어: Grotte di Castro)는 이탈리아 라치오주 비테르보도에 있는 코무네다. 로마로부터 북서쪽 100km, 비테르보로부터 북서쪽 35km 거리에 있다.